# Klostergemsrot
Klostergemsrot (Doronicum pardalianches) är en växtart i familjen korgblommiga växter.